# Billy Burns
Billy Sean Burns (Bath, 13 de junio de 1994) es un jugador británico de rugby que se desempeña como apertura.

## Carrera
Burns debutó en la primera del Gloucester Rugby en 2012 y con 18 años. En 2015 alcanzó la titularidad indiscutida que mantiene hasta hoy.
Fue convocado a la selección juvenil de rugby de Inglaterra con 19 años, se afianzó como el apertura titular y fue llevado a disputar el Campeonato Mundial de Rugby Juvenil 2014. Los ingleses se proclamaron campeones del Mundo en este torneo.

## Palmarés
- Campeón de la Copa Desafío Europeo de 2014–15.
- Campeón del Premiership Rugby Sevens Series de 2013 y 2014.